# آثار بلو
آثار بلاو هي زوج من الأجسام الحجرية المنقوشة من بلاد الرافدين، الآثار محفوظة الآن في المتحف البريطاني. يُعتقد عمومًا أنها شكل من أشكال الكودورو القديم (حجر علامة الحدود). 

## التاريخ
اشترى أ. بلاو هذه الآثار في عام 1886 بالقرب من مدينة أوروك ( العراق الحالي)، فسُميت على اسمه. وقد حصل المتحف البريطاني عليها في نهاية المطاف. يبدو أن الآثار نُحتَت من حجر أزرق لامع، يُعتقد أنه من الصخور الزيتية الداكنة أو نوع من الصخور الصخرية. كان يُعتقد لبعض الوقت أنها مزورة، ولكن الحفريات في أوروك كشفت عن وجود أوجه تشابه أسلوبية في لوحة من البازلت ومزهرية الوركاء الشهيرة. وقد قبل بعض علماء الآشوريات صحة الآثار منذ عام 1901، على الرغم من أن هذا لم يكن اعتقادًا عالميًا. ورغم القبول الواسع النطاق لهذه الآثار اليوم، لا يزال بعض المؤلفين يواصلون التدقيق في مكانتها ضمن تاريخ بلاد ما بين النهرين .

## التأريخ
يعود تاريخ آثار بلاو إلى الفترة من أوروك الثالثة (عصر جمدة نصر) إلى أوائل الأسرة الأولى (عصر فجر السلالات). يرجع بعض المؤلفين تاريخ الزوج إلى عام 3100 قبل الميلاد على أساس النص المسماري البدائي، بينما يرجعه آخرون إلى فترة العصر البرونزي الأول حوالي عام 2700 قبل الميلاد بسبب سجلات بيع الأراضي الأخرى ذات الطراز المماثل مع تاريخ محدد في فترة العصر البرونزي الأول. مُثل كلا التاريخين بالتساوي في الأعمال العلمية؛ حيث تشير غالبية الأعمال التي تستشهد بالتاريخ الأقدم عادةً إلى جيلب بدورها.

## الصور

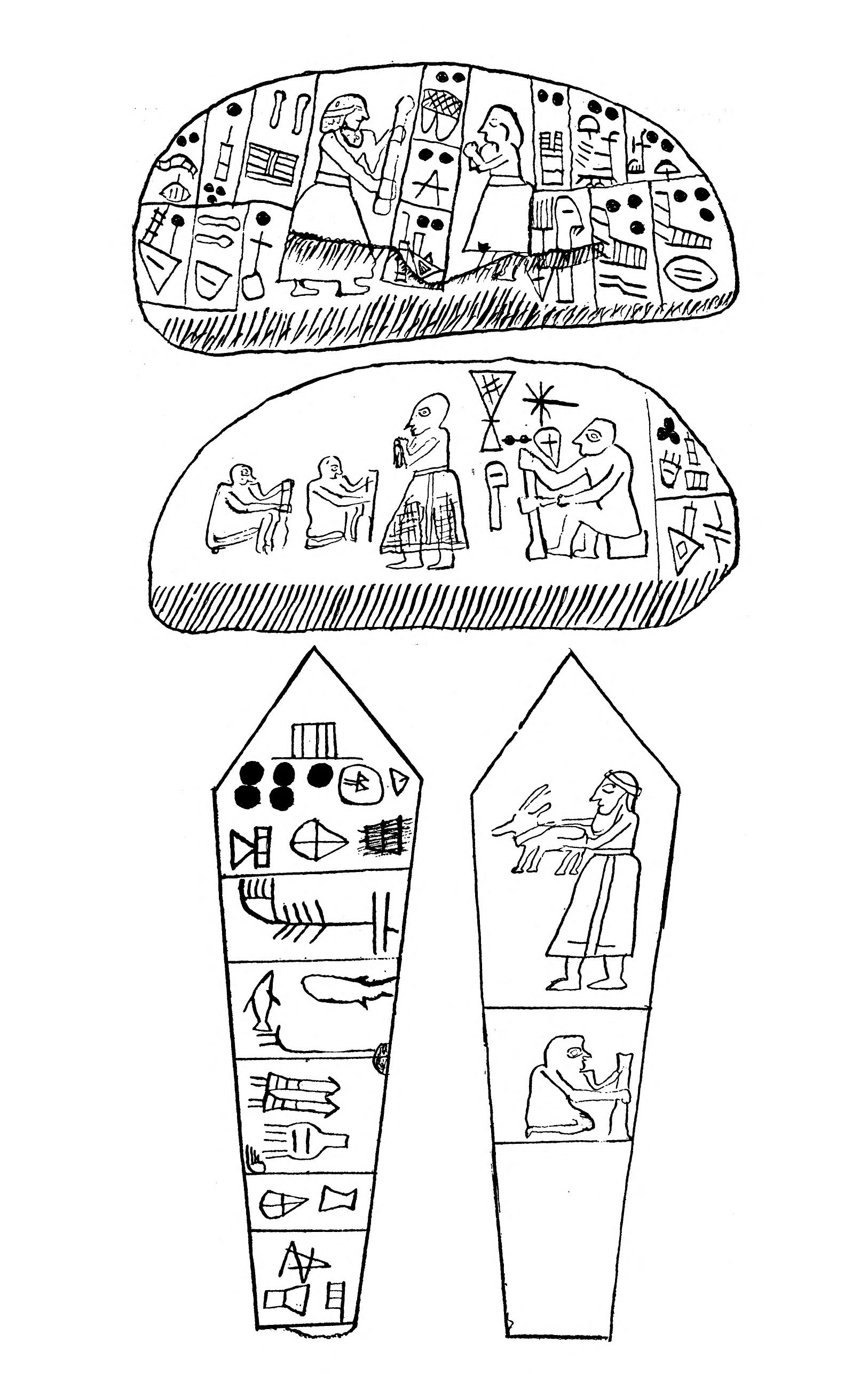
آثار بلو (رسم)

إن الأيقونات الموجودة على المعالم الأثرية هي مسألة مثيرة للجدل إلى حد ما، حتى أن العلماء المعاصرين لا يستطيعون الاتفاق عليها بشكل كامل. طوال تاريخهم، كان يُعتقد باستمرار أن الآثار تمثل شكلًا من أشكال المعاملات، وعادةً ما تكون في شكل هدية من المعبد إلى حرفييه. وفي الآونة الأخيرة، تم اعتبار هذه الصورة بمثابة تمثيل لعيد احتفالي يقدمه مالك الأرض الجديد بعد شراء الأرض. 

### مسلة (BM 86261)

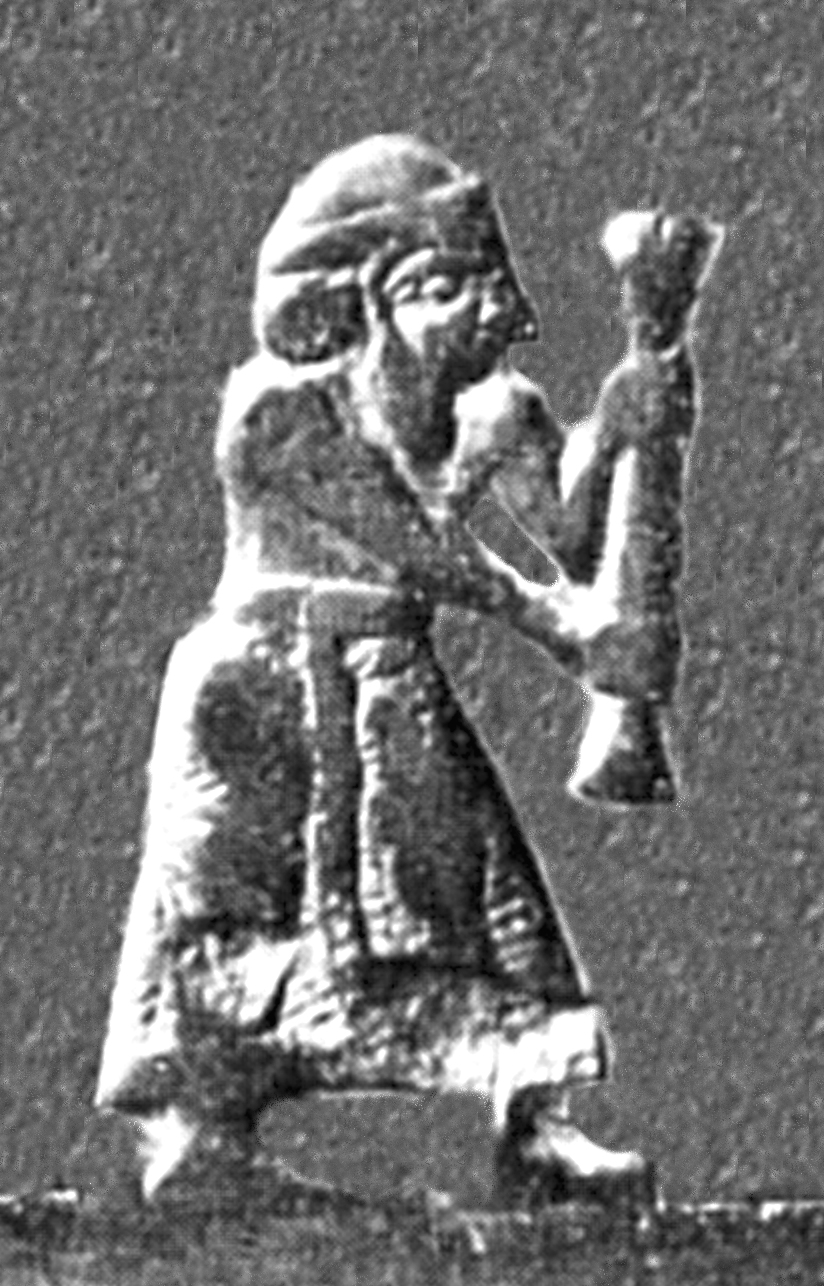
"الملك الكاهن" كما يظهر على مكشطة آثار بلاو.

يظهر في المسلة (18 سم × 4.3 سم × 1.3 (سم) صور رجال في سجلين منفصلين. الشكل السفلي هو رجل عارٍ يركع ومعه هاون ومدقة، مما قد يشير إلى الحرفيين أو إعداد الطعام على حد سواء. لديه أوجه تشابه مع مزهرية واركا، حيث يحمل الرجال العراة أيضًا سلالًا من الطعام لأغراض دينية.
في السجل العلوي، يقف رجل ذو لحية، ويرتدي تنورة شبكية محاطة بشريط رأس، ويحمل حيوانًا رباعي الأرجل في يديه (عادة ما يتم التعرف عليه إما على أنه خروف أو عنزة). يعتبر هذا الشكل طريقة شائعة جدًا في الفن الرافديني لتصوير الرجل ذو السلطة. يُعتبر هذا عمومًا بمثابة تصوير لـ "الملك الكاهن".

### لوحة (BM 86260)
الوجه الأمامي للوحة (15.9 سم × 7.2 سم × 1.5  سم) يظهر مشهدًا هرميًا مشابهًا. الشخص الموجود في أقصى اليسار رجلٌ آخر ملتحٍ يرتدي تنورة. يحمل شيئًا طويلًا بكلتا يديه. فُسر هذا الجسم على أنه مدقة أو مخروط بيع أرض؛ وعند مقارنته بالعمال في أماكن أخرى من المعالم الأثرية الذين يعملون بالمدقات، يبدو التعريف الأول غير محتمل. يُعتبر هذا عمومًا بمثابة تصوير آخر لـ "الملك الكاهن". يظهر "الملك الكاهن" على العديد من الأعمال الفنية في تلك الفترة، وحتى على سكين مصرية من عصور ما قبل التاريخ، سكين جبل العركى، مما يشير إلى العلاقات بين مصر وبلاد الرافدين في ذلك الوقت. 
تحدد معظم النصوص الشكل الصحيح على أنه امرأة على أساس هوية جيلب، ولكن إذا كان الأمر كذلك، فإن "هي" تفتقر إلى الزي المميز الموجود على النساء الأخريات من نفس الفترة، مثل لوحة أوشومغال. ويظهر الوجه الآخر أربعة رجال. اثنان من العمال عراة، راكعين مع المدقات والهاونات. بينهما يقف رجل أصلع يرتدي تنورة شبكية. يرفع يديه مثل الشكل الأصغر الموجود على الوجه. الشكل المتبقي يجلس على اليمين، ويبدو متطابقًا تقريبًا مع العمال باستثناء أنه أكبر قليلاً. من الواضح أن هذا يصور عملية إعداد الطعام للعيد.

## النقوش

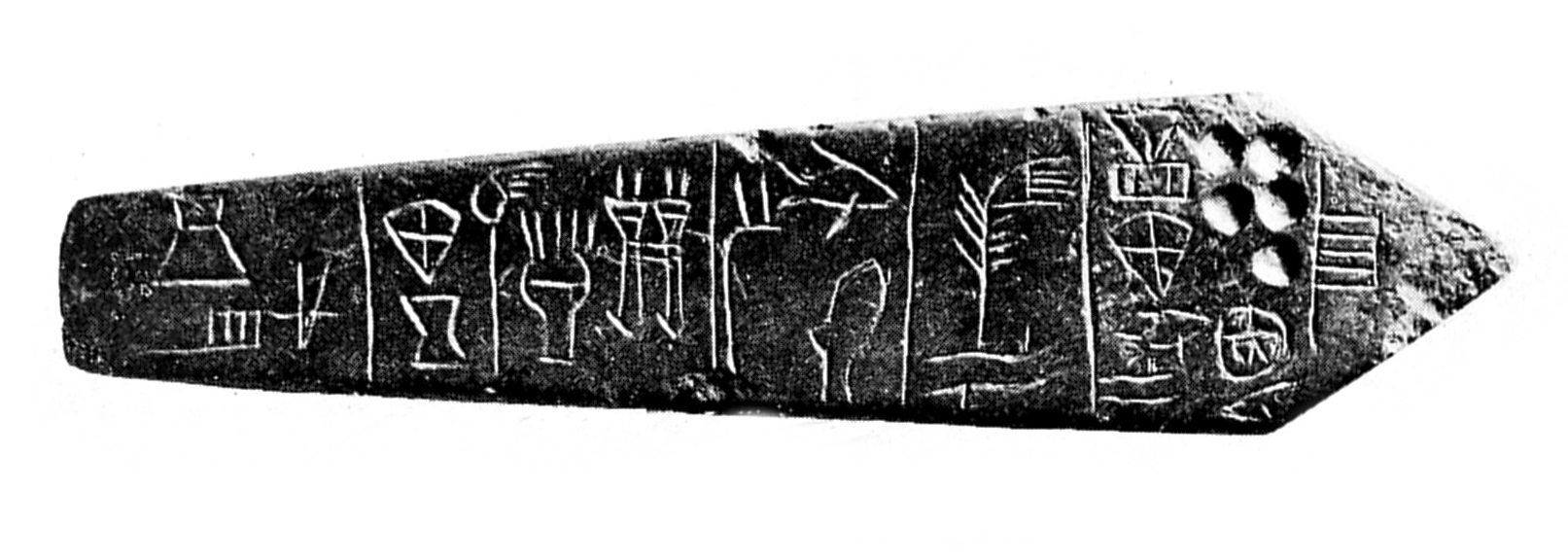
نصب بلاو التذكاري - أحرف مسمارية بدائية

كما هو الحال لوحة أوشمغال [الإنجليزية]مع وغيرها من الأعمال من فترة زمنية مماثلة، فإن النص الموجود على آثار بلاو ليس مفهومًا تمامًا. يمكن التعرف على بعض العلامات بسهولة، في حين أن البعض الآخر ليس له هوية معروفة. يشير نقش المسلة بوضوح إلى "5 بور" من الأرض (حوالي 30 هكتارًا)، بالإضافة إلى أسرة معبد ومهنة "إنجار". يشير هذا اللقب إلى مسؤول كبير في المجال الزراعي، مما يوحي بوجود فرد قادر على القيام بمثل هذه المعاملة. يتضمن نص اللوحة سلعًا من أنواع عديدة، بالإضافة إلى العديد من الأسماء الأخرى ومعلومات إضافية غير مشفرة. والافتراض، إذن، هو أن هذه العناصر تم تبادلها مقابل الأرض الموجودة على المسلة.

## الجدل
ونتيجة للنص الذي لم يتم فك شفرته بعد وبعض الغرائب في الأيقونات، فإن أي محاولة للإعلان بشكل قاطع عن غرض لهذه المعالم هي محاولة ضعيفة بطبيعة الحال. هذه الآثار هي اثنتان من خمسة "كودوروس قديمة" مدرجة في قائمة جيلب (تُصنف محل نزاع حاليًا). ومن ثم فإنها تقاوُم التصنيف، خاصةً لعدم وجود معلومات محددة عن استخدامها.

## قراءة إضافية
- بالكه، توماس إي.، "التفاعل بين المادة، والنص، والأيقونية في بعض أقدم الوثائق «القانونية»". في: مادية الكتابة في بلاد الرافدين المبكرة، تحرير: توماس إي. بالكه وكريستينا تسوباروبولو، برلين، بوسطن: دي غرويتر، الصفحات 73–94، 2016.
- بوزه، يوهانس، "أحجار بلاو والكاهن الأمير ذو التنورة الشبكية"، في: دراسات الشرق الأدنى القديم، المجلد 37، الصفحات 208–222، 2010.
- ثورو-دانجان، ف.، "بحوث حول أصل الكتابة المسمارية. الجزء الأول: الأشكال البدائية ونظائرها الحديثة"، باريس: لورو، 1898.

## روابط خارجية
- صفحة المسلة في CDLI
- صفحة اللوحة في CDLI